# Сараха
Сараха (что означает «выпускающий стрелу», «лучник»), также известный как Сарахапа или Сарахапада — один из 84-х буддийских махасиддхов Индии. Упоминания о нём встречаются во многих буддийских произведениях, первое упоминание — в написанном на санскрите произведении автора XI века Абхаядатты «Жизнеописания восьмидесяти четырёх сиддхов» (Abhayadatta. Caturasiti-siddha-pravriti), русский перевод этого произведения осуществлён в 1993 году и называется «Львы Будды. Жизнеописание 84-х сиддхов». Сараху называют высшим сиддхой «новых тантр».
Жизнь этого мастера тантры не укладывается в рамки обыденных представлений. Время рождения и продолжительность жизни до сих пор точно не установлены, место рождения тоже не выяснено однозначно. Некоторые исследователи говорят, что родился Сараха через три века после паринирваны Будды Шакьямуни, другие указывают на VII—IX века. Но при этом совершенно точно известны даты рождения некоторых его учеников. Так как родился Сараха в варне брахманов, его называли иногда «Великим брахманом». Его отец был учёным брахманом при дворе царя, который хотел отдать свою единственную дочь замуж за Сараху. Но Сараха отказался и принял санньясу.
В юности Сараха изучал хинаяну, но затем встретил четырёх девушек, оказавшихся дакини. Девушки убедили Сараху отведать четыре чаши крепкого вина, после чего он испытал четыре безмерных состояния осуществления: радость, высшую радость, радость, что превыше всякой радости и синхронно появляющуюся радость.
Позже Сараха проходил обучение в знаменитом монастыре Наланда. Некоторое время он следовал монашеской дисциплине, но продолжал тайно практиковать тантру, которая формально не укладывалась в устав винаи. Сараха учился у Шри Кирти, но через несколько лет обучения он получил в медитации указание, что его настоящим учителем станет женщина. Сараха является родоначальником нового витка в развитии различных учений тантры, поэтому его жизнь и события, связанные со многими аспектами обучения и передачи духовного знания, покрыты тайной, как принято во многих традициях сиддхов. Нам почти ничего не известно об учителе-женщине, которая стала женой Сарахи. Известно лишь то, что она была лучницей и изготавливала стрелы, была из низкой касты, и Сараха встретил её на базаре. В писаниях нет её имени, имён учителей и традиции, к которой она принадлежала. Но известно, что сам Сараха принадлежит семье Тэттрея, а это значит, что его жена тоже. Именно она, оставаясь в тени, направила развитие учения, а Сараха воплотил это направление. Одни традиции говорят, что жене Сарахи было пятнадцать лет, когда они встретились. Другие указывают на то, что женщина была значительно старше своего мужа и формально они не заключали брак, что послужило поводом для гнева жителей города, в котором жили супруги. Сараха вышел к разгневанным горожанам и пропел свою знаменитую «Царскую песнь» (Дохакоша). В результате реализации своей практики Сараха получил передачу махамудры от Бодхисаттвы десятого уровня Ратнамати, который, в свою очередь, получил это учение от Ади-Будды.
Среди учеников Сарахи были махасиддхи Нагарджуна и Луйипа.
Из писаний известно, что Сараха скончался в Южной Индии, связанной с деятельностью махасиддхов его духовной семьи, на священной горе Шри Парвата. Но среди лам Бурятии прошлого поколения в ходу была история о том, что Сараха в 20-е гг. XX столетия посетил один из бурятских монастырей. Сараха не только сам знал практики достижения бессмертия, но и передал одну из них своему ученику Нагарджуне. Не только рождение, но и «смерть» махасиддхи Сарахи не укладывается в привычные представления.
Он считается автором нескольких песен в сборнике «Чарьяпада» ("Чарьягити"), на русский язык не переводились, за исключением перевода В. Микушевича, в кн.: БВЛ, том 16. "Классическая поэзия Индии, Китая, Кореи, Вьетнама и Японии. Составление С. Серебряного и П. Самасундарама." М. 1977).
Одна из песен, написанных Сарахой, помещена  в этом томе:
........
Бытие и нирвана - заманчивый морок.
Ты в тенетах своих же! Так разве ты зорок?
Мы навеки затеряны в непостижимом;
Умирая, рождаемся в неудержимом.
Жизнь и смерть лишены различительных знаков.
Для живого и мертвого путь одинаков.
Если смерти боишься ты, бойся рожденья!
Может быть, заклинанья сильней наважденья?
В этом мире подлунном и в мире небесном,
Постарев, умирают в обличье телесном.
Жизнь к рожденью ведёт или к жизни рожденье?
Перед этим вопросом бессильно сужденье.